# Xylinophylla rajaca
Xylinophylla rajaca là một loài bướm đêm trong họ Geometridae.